# جنگ ذوقار
نبرد ذوقار (به عربی: یوم ذی قار) به جنگی گفته می‌شود که بین سپاه خسرو پرویز و قبایل بکر بن وائل، در جنوب عراق درگرفت. در این جنگ سپاه ساسانی که متشکل از چند لشکر بود، در نزدیکی پایتخت لخمی‌ها، حیره که امروزه شهر کوفه نامیده می‌شود، از چند قبیله عرب شکست خوردند. در مورد زمان این نبرد نقل قول‌های متفاوتی وجود دارد اما به احتمال قوی این جنگ پیش از بعثت محمد پیامبر اسلام رخ داده است. علت رخداد جنگ ذوقار کشته شدن نعمان بن منذر، آخرین امیر ملوک لخمی به دست خسرو پرویز و حوادث متعاقب آن بود. ملوک لخمی دست‌نشاندهٔ ساسانیان و مدافع منافع ساسانیان در بین اعراب محسوب می‌شدند. کشتن و برانداختن نعمان بن منذر که در تمام بادیه حسن شهرت داشت و جایگزینی او با یک والی ایرانی نژاد، ناخوشنودی اعراب را در پی داشت و در اثر آن دوستی دیرین مردم آن سرزمین با ایرانی‌ها به دشمنی گرائید و همچنین از نظر سیاسی دولت حائل بین ایران و اعراب از بین رفت و مداخلهٔ مستقیم ایران در امور اعراب، ناخوشنودی اعراب را قوی‌تر کرد. از سوی دیگر داستان شکست ایران در نزدیکی پایتخت از قبایل عربی، چنان انعکاس عظیمی در تمام شبه‌جزیره عربستان پیدا کرد که نقل تمام مجالس شد. این شکست از نظر روحی موجب دلگرمی و تشویق اعراب ضد ایران گردید و تأثیر زیادی در حملات بعدی اعراب داشت.

## زمینهٔ تاریخی

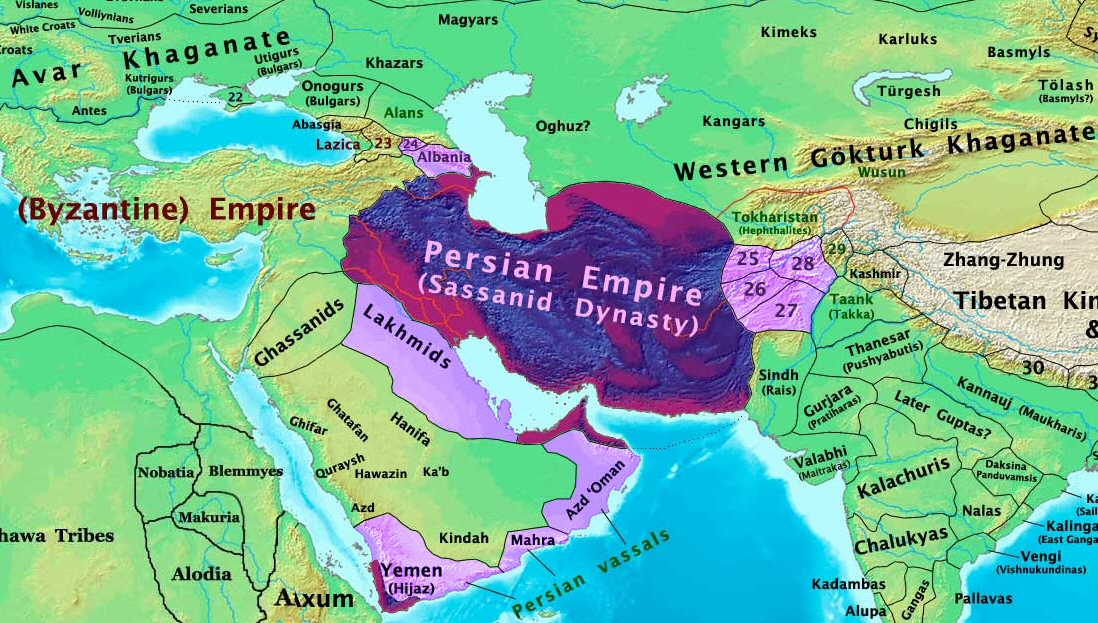
قلمرو حکومت ساسانی در سال ۶۰۰ میلادی و قلمرو لخمی‌ها

لخمی‌ها یا بنی‌لخم یا مناذره نام دودمانی عرب بود که در روزگار ساسانیان و میان سده‌های سوم تا هفتم میلادی بر حیره فرمان می‌راندند. آن‌ها در آغاز کیش بت‌پرستی داشتند، سپس مسیحی نسطوری شدند و پس از چیرگی مسلمانان دین اسلام را پذیرفتند. لخمی‌ها پیرو ساسانیان بودند.
آخرین پادشاه لخمی‌ها، نعمان سوم (ابوقابوس نعمان بن منذر) به دستور خسرو پرویز زندانی شده و به قتل رسید سپس خسرو ایاس بن طائی را به جای وی والی حیره قرار داد که قریب ۹ سال با نظارت و همدستی یک نمایندهٔ ایرانی به نام نخورگان حکومت می‌کرد. پس از ایاس یک حاکم ایرانی به اسم آزادبه قریب ۱۷ سال در آن خطه حکومت داشت. قتل نعمان منجر به سلسله حوادثی شد که در نهایت جنگ ذوقار را در پی داشت.

## علل کشته شدن نعمان از نظر طبری
طبری می‌نویسد: 

پس از مرگ منذر بن منذر (منذر پنجم) (مرگ در سال ۵۸۲ میلادی، هشت سال قبل از به پادشاهی رسیدن خسرو) خسرو مردی می‌جست که او را پادشاه عربان کند. مترجم عربی دربار خسرو عدی بن زید عبادی که کار تربیت و پرورش نعمان از کودکی به او سپرده شده بود، ترتیبی فراهم کرد که از بین یازده پسر بر جای مانده، از منذر، نعمان، به پادشاهی برسد. بعد از پادشاهی نعمان، به سبب فتنه و بدگویی اطرافیان نعمان که با عدی دشمنی داشتند و می‌گفتند «عدی بر نعمان منت می‌گذارد و می‌گوید که او بوده که نعمان را پادشاه کرده» با این سخن چینی‌ها کینهٔ عدی کم‌کم به دل نعمان افتاد و او را به حیره فراخواند. عدی بن زید عبادی که در خدمت خسرو بود از وی اجازه خواسته و پیش نعمان رسید. وی بی درنگ عدی را زندانی کرد تا هنگامی که خسرو فرستاده‌ای برای جویا شدن از وضع عدی به حیره فرستاد. نعمان که از شکایت عدی در نزد خسرو و خشم آتی خسرو بیمناک بود، دستور قتل عدی را صادر کرد.
چندی نگذشت که نعمان از مرگ عدی پشیمان شده و پسر او، زید بن عدی را همراه نامه‌ای، به خدمت خسرو، به‌جای پدر فرستاد. از این پس کار ترجمهٔ نامه‌هایی که به سرزمین عرب و به سوی نعمان می‌رفت، با زید شد. چنان بود که ملوک پارسیان از ولایت‌ها طلب زنانی می‌کردند که وصف آن نوشته شده بود ولی از دیار عرب چیزی نمی‌جستند و نمی‌خواستند. زید بن عدی که کینهٔ قتل پدر، به‌دست نعمان را بر دل داشت و مورد علاقه و اعتماد خسرو بود، به او خبر داد که «وصف زنانی که شما می‌جویید را خوانده‌ام و دانم که در پیش بندهٔ تو نعمان بن منذر از دختران وی و عمانش و کسانش بیشتر از بیست زن بر این صفت هست.»
خسرو همراه وی فرستاده‌ای نزد نعمان بفرستاد. نعمان در جواب خواست خسرو، به زید گفت «مگر در زیبا رویان سواد (عراق) و دیارش حاجت خویش نمی‌یابید؟» و به جای زیبا روی کلمهٔ «عین» به کار برد که استعاره از زیبا روی باشد.
فرستاده از زید پرسید «عین چیست؟» زید گفت «به معنی گاو است.» نعمان نامه‌ای همراه آن دو کرد و نوشت که آنکه شاه می‌خواهد نزد من نیست و به زید گفت «به نزد شاه عذری شایسته بگو.»

چون به نزد خسرو بازگشتند، زید گفت «من شاه را گرامی‌تر از آن می‌دانم که گفتهٔ او را بر زبان آورم» و از فرستادهٔ همراهش خواست، جواب نعمان را به شاه بگوید. فرستاده گفت «نعمان به ما گفته است که مگر گاوان سواد (عراق) او را بس نیست که به طلب زنان ما برآمده است؟» 
در تاریخ ابن خلدون به‌جای کلمهٔ «عین»، «عیر» آمده است و نوشته شده که «عیر بمعنی گاو است و منظور نعمان زنان سیه چشم بوده است.»

خسرو به سختی خشمگین شد و این سخن در دل او کارگر افتاد ولی گفت «بسیار بنده که بدتر از این گوید و آنگاه توبه کند.» این سخن شایع شد و به نعمان رسید و خسرو ماه‌ها چیزی نگفت و نعمان در انتظار می‌برد تا نامهٔ خسرو بدو رسید که بیا که شاه ایران را به تو نیاز است.
چون نامه به نعمان رسید سلاح و مال خویش برگرفت و فرار کرد ولی هیچ‌کس نعمان را نپذیرفت چون از خشم خسرو می‌ترسیدند. نعمان پنهانی به دشت ذوقار پیش قبیلهٔ بنی شیبان رفت و خانواده و اموال خود را به هانی بن مسعود بزرگ قبیلهٔ بنی شیبان سپرد. سپس نعمان سوی خسرو رفت.
در راه زید بن عدی مترجم عربی دربار خسرو را دید و به وی گفت «این کار تو کردی، به‌خدا اگر جستم، با تو همان کنم که با پدرت کردم.»
زید بن عدی گفت «نعمانک! برو، چنان اخیه‌ای (میخ آخوری) برای تو بسته‌ام که اسب چموش، بریدن آن نتواند.» (چنان اسباب گرفتاریت را فراهم کرده‌ام که رهایی نخواهی یافت)
چون خسرو خبر رسیدن نعمان را شنید، وی را به بند کرده و به زندان خانقین فرستاد و به زندان بود تا طاعون بیامد و در آنجا بمرد.

همچنین از ابوعبیده معمر بن مثنی روایت کرده‌اند که «وقتی نعمان عدی را بکشت، برادر و پسر عدی مترجم خسرو بودند و نامه‌ای که نعمان به خسرو نوشته بود را، تحریف کرده، خسرو به خشم آمده و بگفت تا نعمان را بکشند.» 
در تاریخ بلعمی آمده است که نعمان بن منذر را بازداشتند و بعد از چهار روز در پای فیلان انداختند.

## نظریه‌های مختلف دربارهٔ علل و تاریخ مرگ نعمان و جنگ ذوقار
در مورد تاریخ و علل کشته شدن نعمان و تاریخ این جنگ، اطلاعات متناقضی در کتاب‌های تاریخی ذکر شده است. به‌طور کلی چهار نظریه در مورد علت کشته شدن نعمان، مطرح شده است.

### عوامل احتمالی کشته شدن نعمان
۱. خودداری نعمان بن منذر از فرستادن دختر خود به حرمسرای خسرو پرویز.
۲. دسیسه‌ها و دروغ‌های مترجم عربی دربار خسرو.
۳. حس بی‌نیازی دولت ایران از ملوک لخمی، به‌واسطهٔ انعقاد صلح ممتد، بین خسرو و پدر زن او موریکیوس. این قرارداد صلح، در سال ۶۰۲ میلادی، به‌علت قتل موریکیوس ملغی شد. طبق این نظریه قتل نعمان باید پیش از این تاریخ بوده‌باشد.
۴. اختلاف و رقابت مذهبی، بین نعمان که مسیحی نسطوری و شیرین (همسر خسرو پرویز) زن خسرو، که مسیحی یعقوبی (مونو فیزیت) بود. دسایس این دو فرقه مسیحی ضد یکدیگر، در عهد خسرو، بسیار شدت گرفته بود. شاید خسرو تحت نفوذ زن محبوب خویش شیرین (همسر خسرو پرویز) و طبیب مخصوصش گابریل یا یکی از قدیسین پرنفوذ مسیحی بنام سرجیوس که خسرو او را حامی خود می‌دانست و هر سه یعقوبی مذهب بودند، با نعمان که دین نسطوری داشت، بی‌مهر شده باشد.

### زمان احتمالی کشته شدن نعمان و جنگ ذوقار
در تاریخ مردم ایران قبل از اسلام، نوشتهٔ عبدالحسین زرین کوب، تاریخ وقوع جنگ ذوقار سال ۶۰۴ (میلادی) ذکرشده است.
کریستین سن، در کتاب ایران در زمان ساسانیان نوشته است، در فاصلهٔ سال‌های ۵۹۵ (میلادی) تا ۶۰۴ (میلادی) خسرو پرویز، نعمان را به زندان انداخت.
حسن تقی‌زاده حدود سال ۶۰۴ (میلادی) و قبل از ۶۱۱ (میلادی) را سال احتمالی وقوع جنگ می‌داند.

## حدیثی از محمد پیامبر اسلام دربارهٔ جنگ ذوقار
حدیثی از پیامبر اسلام هم در کتاب ابن خلدون نقل شده است که رسول خدا در ایام جنگ ذوقار در مدینه بود، گفتند «امروز عرب از عجم، داد خویش گرفتند و پیروز شدند.» آن روز را بخاطر سپردند، روز نبرد ذوقار بود. هجرت از مکه به مدینه در سال ۶۲۳ (میلادی) صورت گرفته است.
در تاریخ بلعمی آمده است در هنگام جنگ ذوقار، محمد به مدینه آمده بود و هجرت کرده و با مشرکان جنگ بدر جنگ کرده و ظفر و نصرت او را بود. پیامبر حدیث جنگ بشنید و گفت این اول روز بود که عرب داد از عجم ستانیدند. در اینجا بلعمی، تاریخ وقوع جنگ ذوقار و تاریخ این حدیث را بعد از جنگ بدر یعنی بعد از ۶۲۴ (میلادی) دانسته است. در تاریخ طبری تاریخ این حدیث همزمان با جنگ ذوقار و بعد از مبعث ۶۱۰ (میلادی) ذکر شده است.
در تاریخ باستانی ایران، نوشتهٔ حسن پیرنیا آمده است که: «جنگ اول اعراب با ایرانیان را باید جنگ ذوقار دانست چون گرچه این جنگ کوچک بود ولی اثرات مهمی داشت. جهات و کیفیات جنگ این است که در زمان قشون کشی خسرو به بیزانس در سال ۶۱۰ (میلادی) او شنید که نعمان دختری بسیار وجیهه‌ای دارد و خواست با او ازدواج کند ولی نعمان به‌واسطهٔ دسیسه‌ای که شده‌بود، راضی نشد و قبل از اینکه قشون خسرو به او برسد، تمام دارائی خود را رئیس طایفهٔ شیبانی (یکی از تیره‌های بکر بن وائل) سپرد.»
در تاریخ ابن خلدون آمده است که ایاس بن طائی به جای نعمان فرمانروای حیره شد. ایاس نه سال در آن کار بماند. در سال هشتم فرمانروایی او، بعثت پیامبر اسلام (۶۱۰ میلادی) رخ داد؛ بنابراین ایاس در تاریخ ۶۰۲ (میلادی) به فرمانروایی حیره رسیده است و قتل نعمان، همزمان یا قبل از این زمان بوده است. همچنین در همین کتاب آمده است که نعمان سوم بیست و دو سال پادشاهی کرد. هشت سال در زمان هرمز چهارم و چهارده سال در زمان خسرو پرویز. بدین ترتیب نعمان در سال ۶۰۴ (میلادی) به قتل رسیده است.

## حوادث بعد از کشته شدن نعمان و مقدمات جنگ
خسرو بعد از کشتن نعمان ایاس بن طائی را عامل حیره و همه ولایت‌هایی کرد که به دست نعمان بود. ایاس قریب ۹ سال نظر به روایات با نظارت و همدستی یک نمایندهٔ ایرانی به نام نخورگان حکومت می‌کرد.
خسرو به ایاس نامه نوشت که اموال و سلاحهای نعمان را نزد او بفرستد. ایاس پاسخ داد که ترکهٔ نعمان نزد طایفهٔ بنی شیبان (یکی از تیره‌های بکر بن وائل) است. ایاس بن طائی کس پیش هانی بن مسعود بزرگ طایفه فرستاد که اموال را پس بگیرد ولی هانی نخواست که اموال را پس بدهد. چون هانی ابا کرد، خسرو خشمگین شد و گفت که طایفهٔ بکر بن وائل را نابود خواهد کرد و خواست سپاه بفرستد. ایاس به وی گفت که «گروه بنی شیبان و گروه بنی بکر و بنی عجل مردمانی بسیارند و در زمستان پراکنده هستند، سپاه بزرگ لازم است.» قرار بر این شد که هنگام تابستان که هانی بن مسعود و همهٔ بنی شیبان بر سر آب ذوقار جمع شدند، سپاه برای جنگ فرستاده بشود. خسرو فرستاده‌ای نزد اعرابی که در فصل گرما نزدیک آبگاه ذوقار ساکن شده‌بودند، فرستاد که یا تسلیم شاه شوید یا از این دیار بروید یا برای جنگ آماده باشید.
قوم به مشورت نشستند و حنظله بن ثعلبه را سالار خویش کردند. حنظله گفت «اگر تسلیم شوید، شما را بکشند و زن و فرزند به اسیری برند و اگر بروید، از تشنگی هلاک شوید، پس برای جنگ شاه آماده باشید.»
فرماندهٔ سپاه ایران در این جنگ با ایاس بن طائی بود. در طرف دیگر چند قبیله از طایفهٔ بکر بن وائل (بکریان)، در جنگ شرکت داشتند. سپاه خسرو از قشون زیر تشکیل شده بود.
۱. سپاه قیس بن مسعود، کاردار خسرو در سواد عراق، مرکب از ده هزار نفر عرب.
1. سپاه هامرز تستری، فرمانده سپاه خسرو، مرکب از دوازده هزار نفر.
2. سپاه هرمز خرداد، مرکب از هشت هزار نفر.
3. سپاه جلابزین، فرمانده سپاه خسرو.

چون سپاه ایران نزدیک شد. هانی به بکریان گفت «ای گروه بکریان شما، تاب سپاه خسرو و عربان همراهشان را ندارید، سوی بیابان شوید» اما حنظله بن ثعلبه به دشت ذوقار خیمه‌ای بپا کرد و قسم خورد که تا خیمه نگریزد او نگریزد. پس برای یک نیمهٔ ماه آب ذخیره کردند.

### تبانی و همکاری قیس بن مسعود، فرماندهٔ سپاه عرب خسرو با سپاه بکر بن وائل
قیس بن مسعود کاردار خسرو در عراق، خود از قبیلهٔ شیبانی بود و جنگیدن با هم خویشان برای وی سخت بود. شب قبل از شروع جنگ قیس بن مسعود پنهانی فرستاده‌ای، نزد سپاه بکر بن وائل فرستاد و پیغام داد که «مرا از دل و جان با شما پیوند است و می‌خواهم پیروزی و ظفر از آن شما باشد، نه سپاه عجم که ایشان بیگانه‌اند و شما خویش من هستید. اگر شما صلاح می‌دانید، امشب ما از سپاه خسرو می‌گریزیم و آنها هم ناچار به هزیمت می‌شوند یا اگر شما بخواهید، فردا هنگام جنگ، ما هزیمت کرده تا ایرانیان غافلگیر شوند.» هانی بن مسعود و حنظله بن ثعلبه دو سالار قبیله، گفتند «فردا در میانهٔ جنگ، اگر به جبهه پشت کرده، هزیمت کنید، برای ما بهتر است.» لشکر عرب چون خبر قیس بن مسعود را شنیدند، میل به جنگ در ایشان افزوده شد و گفتند «فردا از جان گذشته و می‌جنگیم.»

## نبرد ذوقار
جنگ در روزی بسیار گرم آغاز شد و سپاه ایران به اندازهٔ دو روز آب همراه داشتند. در روز نخست، در مراسم گشایش جنگ و نبرد تن به تن، هامرز تستری، یکی از چهار فرماندهٔ قشون ایران، نخستین کسی بود که کشته شد. لشکر عرب شادی کردند و آن را به فال نیک گرفتند.
در روز دوم ایاس بن طائی آب کافی برای نیاز سپاه خود نیافت. از طرف دیگر طبق تبانی قبلی، قیس بن مسعود، در هنگام نبرد، سپاه خود را از میدان بیرون کشید و ایاس تنها بماند. ایرانیان چون هزیمت ایشان بدیدند، از تشنگی بی‌طاقت بودند و دل شکسته. اعراب به کمین نشسته، ناگهان به سپاه ایران حمله برده، جنگ شدت گرفت. از پیش و پس، لشکر اعراب از ایشان می‌کشتند تا چندان کشته شدند که هیچ حربی این مقدار کشته نشده‌بودند. ابن خلدون می‌نویسد، ایرانیان به هزیمت رفتند و در گرمای طاقت سوز نیمروز، همه یا کشته شدند یا از تشنگی مردند.

## نتایج شکست ایرانیان در جنگ ذوقار
در حالی که اردوهای ایران، همان وقت در داخل خاک روم شرقی فتوحات شایانی کرده‌بودند، شکست در جنگ ذوقار ظاهراً نبایستی خیلی مهم محسوب شده‌باشد و در بادی نظر، خطیر بنظر نیامد. لکن داستان شکست سپاه ایران، در نزدیکی پایتخت، از یک قبیلهٔ عربی، چنان انعکاس عظیمی در تمام عربستان پیدا کرد که در عرض و طول شبه جزیره، نقل مجالس و موضوع حماسه‌ها و افتخارات عرب شد و یوم ذی قار از بزرگ‌ترین حوادث ایام عرب گردید و هیجان ناشی از این پیروزی، موجب تجری و تشویق اعراب ضد ایران گردید. در واقع خبط سیاسی خسرو پرویز، در برانداختن حائل، بین قلمرو ایران و اعراب بادیه، برخلاف سیاست دیرینه و مستمر دولت‌های قبلی، عاقبت در انقراض دولت ساسانی، بی‌تأثیر نبود. از سوی دیگر برکنار شدن خاندان باستانی بنی‌لخم دوستی دیرین مردم آن سرزمین را به دشمنی تبدیل کرد، این است که با درآمدن عرب به حیره هیچ‌گونه پایداری از آنان دیده نشد و بی‌چون و چرا خود را به عرب‌ها سپردند. اگر باز خاندان بنی لخم سرکار بود و به آن دوستی دیرین، گزندی نرسیده بود به این آسانی دشمن در آنجا رخنه نمی‌کرد و به تیسفون راه نمی‌یافت.

## لینکهای مربوط
Battle of Dhi Qar